# You Know I’m No Good
You Know I'm No Good – to drugi singel brytyjskiej piosenkarki Amy Winehouse z albumu Back to Black.
Utwór osiągnął największą popularność w Belgii, gdzie uplasował się na liście Singles Chart na pozycji #2, oraz w Szwajcarii na miejscu #7.

## Listy utworów i formaty singla
United Kingdom CD 1
1. „You Know I'm No Good”
2. „To Know Him Is to Love Him” (NapsterLive Session)

United Kingdom CD 2
1. „You Know I'm No Good”
2. „Monkey Man”
3. „You Know I'm No Good” (Skeewiff Mix)

European CD
1. „You Know I'm No Good”
2. „You Know I'm No Good” (feat. Ghostface Killah)
3. „You Know I'm No Good” (Skeewiff Mix)

Germany 12" singel
A1. „You Know I'm No Good” (Skeewiff Mix)
A2. „You Know I'm No Good” (Album Version)
A3. „You Know I'm No Good” (Instrumental)
B1. „You Know I'm No Good” (Ghostface Killah Version)
B2. „You Know I'm No Good” (Fettes Brot Remix)
B3. „You Know I'm No Good” (A Cappella)